# Annie Parisse

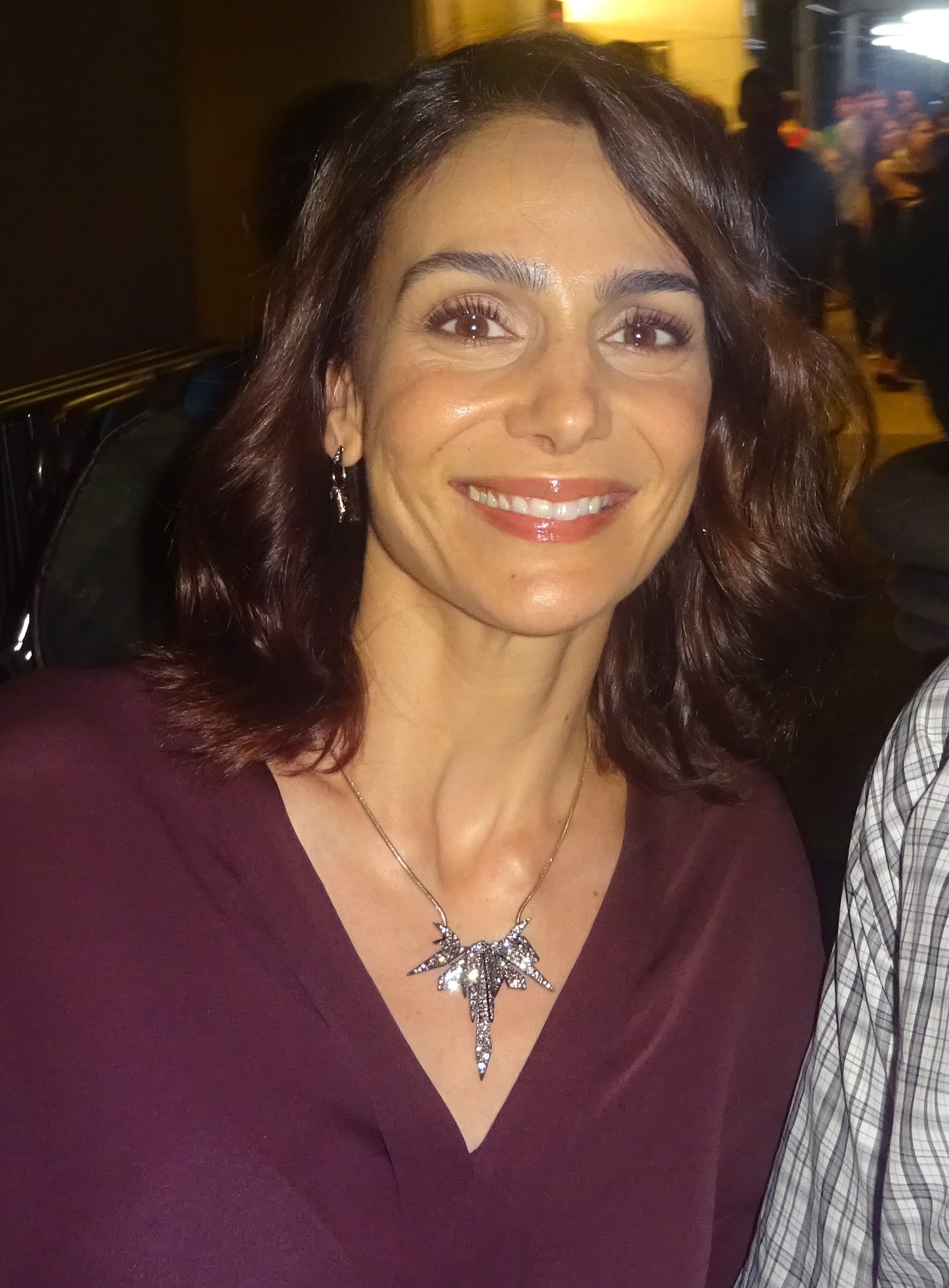
Annie Parisse, 2017

Annie Parisse (* 31. Juli 1975 in Anchorage, Alaska) ist eine US-amerikanische Schauspielerin.

## Leben
Parisse wurde in Anchorage, Alaska, als Tochter von Louis G. „Lou“ Cancelmi und seiner Frau Annette geboren und wuchs in Mercer Island, King County, Washington, auf, wo sie die Mercer Island High School besuchte. Sie hat zwei Brüder, den Schauspieler Louis und Michael Cancelmi. Sie besuchte die Fordham University.
Einem breiten Publikum wurde Parisse erstmals durch wiederkehrende Auftritte in der Serie Law & Order bekannt. Von 2011 bis 2013 hatte sie ebenfalls eine wiederkehrende Rolle in der Serie Person of Interest. An der Seite von Kevin Bacon war Parisse 2013 als Debra Parker in der ersten Staffel der Krimiserie The Following zu sehen.
Im Kino war sie bislang unter anderem in den Filmen Das Vermächtnis der Tempelritter, Das Schwieger-Monster und Einmal ist keinmal zu sehen.

## Filmografie (Auswahl)
- 2001: On the Q.T.
- 2002–2006: Law & Order (Fernsehserie, 35 Folgen)
- 2003: Wie werde ich ihn los – in 10 Tagen? (How to Lose a Guy in 10 Days)
- 2004: Friends (Fernsehserie, Folge 10x09 Was mein ist, ist nicht dein)
- 2004: Das Vermächtnis der Tempelritter (National Treasure)
- 2005: Das Schwiegermonster (Monster-in-Law)
- 2005: Couchgeflüster – Die erste therapeutische Liebeskomödie (Prime)
- 2007: Blackbird
- 2008: Inside Hollywood (What Just Happened?)
- 2008: Vielleicht, vielleicht auch nicht (Definitely, Maybe)
- 2008: Bubble-Rama (Kurzfilm)
- 2009: First Person Singular
- 2009: Tickling Leo
- 2010: My Own Love Song
- 2010: The Tested
- 2010: The Pacific (Miniserie, 2 Folgen)
- 2011–2016: Person of Interest (Fernsehserie, 8 Folgen)
- 2011: Unforgettable (Fernsehserie, 2 Folgen)
- 2012: Einmal ist keinmal (One for the Money)
- 2013: The Following (Fernsehserie, 14 Folgen)
- 2014: Das grenzt an Liebe (And So It Goes)
- 2016: Vinyl (Fernsehserie, 8 Folgen)
- 2017–2019: Friends from College (Fernsehserie, 16 Folgen)
- 2018: The Looming Tower (Miniserie, 8 Folgen)
- 2023: Eric LaRue

## Auszeichnungen und Nominierungen
- 2001 Nominierung für einen Daytime Emmy bei den Daytime Emmy Awards für herausragende junge Schauspieler in einer Drama-Serie